# Joan Pau Pujol
Joan Pau Pujol (Mataró, Maresme, 1570 - Barcelona, 17 de maig de 1626), va ser un compositor i organista català del Renaixement i del primer Barroc. És conegut fonamentalment per la seva música sacra, però també va escriure música secular, que va gaudir d'una considerable difusió durant la primera meitat del segle xvii, com demostra la seva presència en nombrosos cançoners de l'època.
Després d'iniciar la seva carrera a Barcelona, el 1593 va ocupar el càrrec de mestre de capella a la Catedral de Tarragona i després a la Basílica del Pilar de Saragossa, on va treballar durant 17 anys. El 1600 va ser ordenat sacerdot. El 1612 va tornar a Barcelona, on va ocupar fins a la seva mort el càrrec de mestre de capella de la Catedral de Barcelona i de la Capella de música de Sant Jordi. En aquests últims anys va compondre la major part de les seves obres.
La seva música és un exemple del pas de l'stile antico a l'stile nuovo i revela una gran domini de la combinació de veus i cors i de la tècnica del contrapunt. Malgrat una forta tendència arcaïtzant, va incorporar innovacions gràcies al seu coneixement de l'escola de Venècia i dels compositors polifònics més destacats de l'època, en particular Tomás Luis de Victoria, Cristóbal de Morales, Francisco Guerrero, Giovanni Pierluigi da Palestrina i Orlando di Lasso. En el terreny de la música sacra, va escriure nombroses misses, salms i un rèquiem, entre d'altres. Entre les seves composicions profanes destaquen els villancets, així com nombrosos madrigals i altres formes vocals menors.